# Pholcus alloctospilus
Pholcus alloctospilus is een spinnensoort uit de familie trilspinnen (Pholcidae). De soort komt voor in China.